# Guterre Suarez de Menezes
Guterre Suarez de Menezes (1220 -?) foi um Rico-homem e cavaleiro medieval do Reino de Castela.

## Relações familiares
Foi filho de Suer Teles de Meneses (m. depois de 1227)) e de Sancha Guterres de Castro, filha de Guterre Roiz de Castro “o Escalavrado” e de Elvira Osorio, senhora de Lemos e Sarria. Casou com D. Elvira Anes de Sousa, filha de D. João Garcia de Sousa “o Pinto” senhor do Castelo de Alegrete e de Urraca Fernandes de Lumiares,  de quem teve:
- Urraca Guterres de Meneses casou com D. Fernando Perez Ponce de Leão (1245 - Cádiz, Jerez de la Frontera, 1291).